# Folkjazz
Folkjazz is muziek die traditionele volksmuziek combineert met elementen van jazz, meestal met rijk gestructureerde liedjes. De oorsprong van folkjazz kan worden teruggevoerd tot de jaren 1950, toen artiesten als Jimmy Giuffre en Tony Scott verschillende benaderingen van de productie van folkmuziek nastreefden, aanvankelijk als een voertuig voor solistische expressie.
Folkjazz was het populairst in het midden en eind jaren 1960, toen sommige reeds gevestigde folkmuzikanten verschillende muzikale tradities in hun werken gebruikten. Veel al populaire muziekstijlen variërend als tegencultuurbands omhelsden experimenten en inclusiviteit in hun werken.
Een voorbeeld is het eerste nummer van het dubbelalbum Blonde on Blonde's uit 1966 van Rainy Day Women No. 12 & 35 van Bob Dylan, dat verschillende Americana-tradities combineert met een jazzy ritme. In 1968 bracht Van Morrison het invloedrijke Astral Weeks uit, een mengeling van folk, jazz, blues, soul en klassieke muziek.
In 1969 bracht Tim Buckley Happy Sad uit, een album waarin hij zinspeelde op zijn vroege jazzinvloeden (vooral Miles Davis) door het inbrengen van zijn folk-gebaseerde nummers met een niet-traditioneel jazzgeluid (een beslissing die zijn verkoopcijfers negatief beïnvloedde door vervreemding van zijn publiek). Het album Basket of Light van Pentangle uit datzelfde jaar vertoonde ook een zekere mate van folkjazz-experimenten, te midden van andere publicaties uit die tijd, waarvan de meerderheid commercieel niet zo succesvol was. Verdere ontwikkelingen vonden plaats in de jaren 1970, zoals blijkt uit albums als Bryter Layter van Nick Drake, Hejira van Joni Mitchell en verschillende werken uit de progressieve rock- en folkrockcircuits, die de verkenning van dit genre voortzetten.